# Lill-Nien
Lill-Nien är en sjö i Bollnäs kommun och Hudiksvalls kommun i Hälsingland och ingår i Nianåns huvudavrinningsområde. Sjön är 31 meter djup, har en yta på 2,74 kvadratkilometer och är belägen 164 meter över havet. Sjön avvattnas av vattendraget Nianån och dess största tillflöde är Tosarån.

## Delavrinningsområde
Lill-Nien ingår i det delavrinningsområde (683063-154089) som SMHI kallar för Utloppet av Lill-Nien. Medelhöjden är 196 meter över havet och ytan är 11,33 kvadratkilometer. Det finns ett avrinningsområde uppströms, och räknas det in blir den ackumulerade arean 31,67 kvadratkilometer. Avrinningsområdets utflöde Nianån mynnar i havet. Avrinningsområdet består mestadels av skog (66 procent). Avrinningsområdet har 2,84 kvadratkilometer vattenytor vilket ger det en sjöprocent på 25 procent. Bebyggelsen i området täcker en yta av 0,18 kvadratkilometer eller 2 procent av avrinningsområdet.